# コンセーリチェ
コンセーリチェ（伊: Conselice）は、イタリア共和国エミリア＝ロマーニャ州ラヴェンナ県にある、人口約9,600人の基礎自治体（コムーネ）。

## 地理

### 位置・広がり
ラヴェンナ県北西部に位置する。フェラーラ県、ボローニャ県と境界を接する。

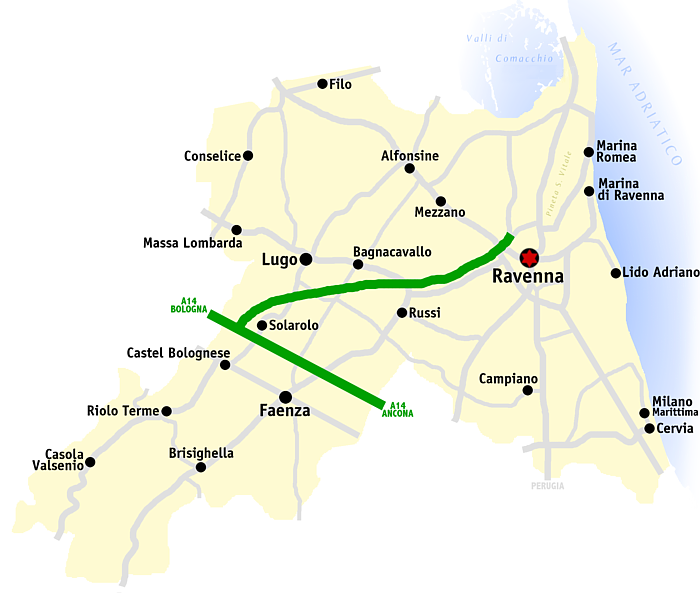
ラヴェンナ県概略図

#### 隣接コムーネ
隣接するコムーネは以下の通り。括弧内のBOはボローニャ県、FEはフェラーラ県所属を示す。
- アルフォンシーネ
- アルジェンタ (FE)
- イーモラ (BO)
- ルーゴ
- マッサ・ロンバルダ

### 気候分類・地震分類
コンセーリチェにおけるイタリアの気候分類 (it) および度日は、zona E, 2239 GGである。
また、イタリアの地震リスク階級 (it) では、zona 2 (sismicità media) に分類される。

## 行政

### 分離集落
コンセーリチェには、以下の分離集落（フラツィオーネ）がある。
- Borgo Serraglio, Chiesanuova, Lavezzola, San Patrizio

## 姉妹都市
- ブルゴワン＝ジャイユー、フランス
- Velika Plana、セルビア
- ビトリット、イタリア (バーリ県)